# Asianopis apo
Espèce
Asianopis apo est une espèce d'araignées aranéomorphes de la famille des Deinopidae.

## Distribution
Cette espèce est endémique de Mindanao aux Philippines,. Elle se rencontre sur le mont Apo.

## Description
La femelle holotype mesure 18,48 mm.

## Systématique et taxinomie
Cette espèce a été décrite par Omelko et Fomichev en 2025.

## Étymologie
Son nom d'espèce lui a été donné en référence au lieu de sa découverte, le mont Apo.

## Publication originale
- Omelko & Fomichev, 2025 : « New data on Asianopis (Aranei: Deinopidae) in Southeast Asia. » Zootaxa, no 5637(2), p. 311-325.